# Bandar-log
De Bandar-log of Bandartroep is een fictieve troep apen. De groep slankapen komt voor in het Jungleboek van Rudyard Kipling. In het Hindi betekent Bandar 'aap' en log 'mensen'.

## Verhaal
Mowgli heeft al heel wat dieren ontmoet tijdens zijn verblijf in de jungle. Zijn aandacht gaat meermaals uit naar de apen. Baloe en Bagheera waarschuwen hem dan steeds dat de apen speels zijn aangezien ze geen leider hebben. Een van die apengroepen is de Bandar-log. De Bandar-log heeft opgemerkt dat Mowgli allerlei werktuigen kan maken. De Bandar-log wil dit ook aanleren en daarom ontvoert zij hem. Aangezien de apen zich niet kunnen concentreren en hun aandacht steeds wordt afgeleid, krijgen ze nooit onder de knie wat Mowgli hen wil aanleren. Chil waarschuwt Baloe, Bagheera en Kaa die Mowgli bevrijden.

## Disney
in de animatiefilm Jungle Boek uit 1967 wordt door Disney het personage Koning Louie gecreëerd; laatstgenoemde wordt wel voorgesteld als de leider van Bandar-log. Bovendien is hij een orang-oetan, wat een niet in India voorkomend geslacht is.
In 2016 bracht Disney de live-action avonturenfilm The Jungle Book uit. Ook hier is King Louie de leider van Bandar-log. Hij is van de (uitgestorven) apensoort gigantopithecus dewelke wel in India zou hebben geleefd.
In beide Disney-adaptaties wordt Mowgli door de apengroep ontvoerd omdat deze specifiek vuur wil leren maken.

## Scouting
Bandar-log is een naam die door sommige welpenleiders gedragen wordt. Hij staat voor speelsheid.